# Ophiomyia praecisa
Ophiomyia praecisa är en tvåvingeart som beskrevs av Spencer 1969. Ophiomyia praecisa ingår i släktet Ophiomyia och familjen minerarflugor. Inga underarter finns listade i Catalogue of Life.